# Sarrieshut ('t Zandt)
De sarrieshut in de Groninger plaats 't Zandt is een monumentaal gebouwtje, waarvan de eerste versie in 1630 werd gebouwd ten behoeve van de huisvesting van een cherger, een belastingambtenaar.

## Geschiedenis
De Staten van Stad en Lande besloten in 1628 om zogenaamde chergers aan te stellen, die tot taak kregen om toezicht te houden op het afdrachten van de belasting bij het malen van graan. De naam cherger werd verbasterd tot sarrie en hun huis werd een sarrieshut genoemd. De eerste sarrieshut in 't Zandt werd in 1630 gebouwd bij de plaatselijke korenmolen. Het oorspronkelijke bestek van deze woning is bewaard gebleven. In 1805 werd besloten om de woning door een nieuwe woning te vervangen. Het betrof een eenvoudige woning bestaande uit een woonkamer met twee bedsteden, een kelder, een keuken, een hal en een zolder. In de gevel aan de noordoostzijde werd een gevelsteen van Bentheimer zandsteen aangebracht met het wapen van Groningen en de tekst "Seleegard", een verbastering van "Sauveguarde" (bescherming/beveiliging).
Vijf jaar na de nieuwbouw werd deze vorm van belastinginning afgeschaft. Hoewel na 1813 er nog enige tijd sprake was van een soortgelijk belastingheffing werden de woningen voor de chergers niet meer nodig geacht. Na 1822 werden deze woningen geveild en kwamen ze in particuliere handen. In de 19e eeuw heeft de sarrieshut van 't Zandt nog enige tijd dienstgedaan voor de kerkdiensten van een kleine groep baptisten in de omgeving. In de loop van de 20e eeuw kwam de woning in het bezit van de gemeente. Het gebouw deed toen onder andere dienst als werkplaats voor de gemeentetimmerman. In 1982 was er sprake van afbraak, omdat de gemeente de sarrieshut wilde verplaatsen naar een plek naast de molen van Zeerijp. Het toenmalige ministerie van Cultuur, Recreatie en Maatschappelijk Werk keurde dit plan af vanwege het monumentale karakter van het gebouw, dat sinds 1973 erkend is als rijksmonument. Sinds 1991 is het gebouwtje weer in particulier bezit. In het pand is een theeschenkerij gevestigd.

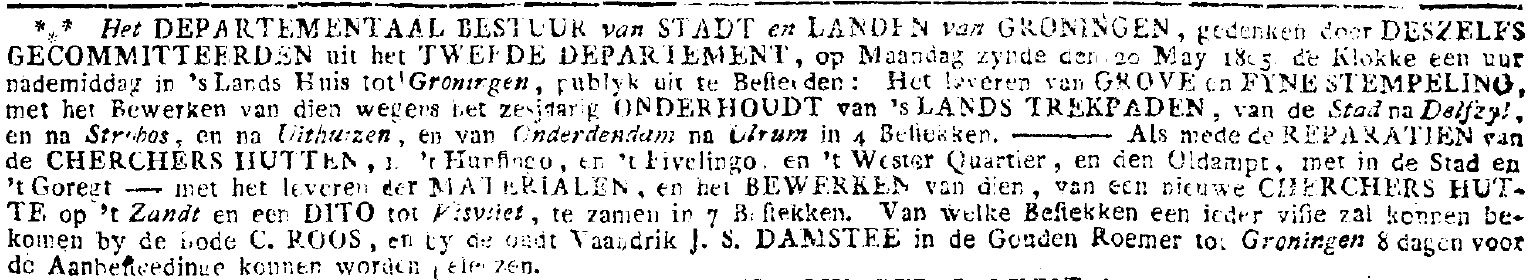
Aankondiging van de ter visielegging van het bestek voor de nieuwbouw van de sarrieshutten van Visliet en t' Zandt in de Groninger Courant d.d. 10 mei 1805